# Wang Shi-ting
Wang Shi-ting (Tainan, 19 oktober 1973) is een voormalig tennisspeelster uit Taiwan. Zij speelt rechtshandig en heeft een tweehandige backhand. Zij was actief in het proftennis van 1991 tot en met 2000.

## Loopbaan

### Enkelspel
Wang debuteerde in 1988 op het ITF-toernooi van Taipei (Land). Zij stond in 1991 voor het eerst in een finale, op het ITF-toernooi van Kuala Lumpur (Maleisië) – hier veroverde zij haar eerste titel, door de Chinese Li Fang te verslaan. In totaal won zij acht ITF-titels, de laatste in 1999 in Gifu (Japan).
In 1992 speelde Wang voor het eerst op een WTA-hoofdtoernooi, op het toernooi van Tokio. Zij bereikte er de tweede ronde. Zij stond in 1993 voor het eerst in een WTA-finale, op het toernooi van Hongkong – hier veroverde zij haar eerste titel, door de Amerikaanse Marianne Werdel te verslaan. In totaal won zij zes WTA-titels, de laatste in 1996 in Peking. In 1996 nam zij deel aan de Olympische spelen in Atlanta – zij bereikte er de tweede ronde.
Haar beste resultaat op de grandslamtoernooien is het bereiken van de derde ronde. Haar hoogste positie op de WTA-ranglijst is de 26e plaats, die zij bereikte in november 1993.

### Dubbelspel
Wang was in het dubbelspel minder actief dan in het enkelspel. Zij debuteerde in 1985 op het ITF-toernooi van Ibaraki (Japan) samen met de Chinese Zhu Xiao-Yum. Zij stond pas in 1997 (nadat zij al twee WTA-finales had gespeeld) voor het eerst in een ITF-finale, op het ITF-toernooi van Jakarta (Indonesië), samen met landgenote Hsu Hsueh-Li – hier veroverde zij haar enige dubbelspeltitel, door het Japanse duo Tomoe Hotta en Yoriko Yamagishi te verslaan.
In 1992 speelde Wang voor het eerst op een WTA-hoofdtoernooi, op het toernooi van Taipei, samen met de Amerikaanse Debbie Graham. Zij stond in 1995 voor de eerste keer in een WTA-finale, op het toernooi van Peking, samen met de Nederlandse Stephanie Rottier – zij verloren van het koppel Claudia Porwik en Linda Wild. Wang won in het dubbelspel nooit een WTA-titel.
Haar beste resultaat op de grandslamtoernooien is het bereiken van de derde ronde. Haar hoogste positie op de WTA-ranglijst is de 39e plaats, die zij bereikte in februari 1998.

### Tennis in teamverband
In de periode 1988–2000 maakte Wang deel uit van het Taiwanese Fed Cup-team – zij vergaarde daar een winst/verlies-balans van 51–25.

## Posities op deWTA-ranglijst
Positie per einde seizoen:
| jaar | rang enkelspel | rang dubbelspel |
| ---- | -------------- | --------------- |
| 1991 | 185            | –               |
| 1992 | 54             | –               |
| 1993 | 30             | 369             |
| 1994 | 42             | 411             |
| 1995 | 44             | 166             |
| 1996 | 40             | 63              |
| 1997 | 67             | 57              |
| 1998 | 59             | 54              |
| 1999 | 156            | 124             |
| 2000 | 460            | 481             |
| 2001 | 813            | 758             |

## Palmares
| Legenda                |
| ---------------------- |
| Grandslamtoernooi      |
| Olympische Spelen      |
| Year-End Championships |
| Tier I                 |
| Tier II                |
| Tier III               |
| Tier IV & V            |

### WTA-finaleplaatsen enkelspel
| nr.              | finale     | toernooi     | ondergrond    | tegenstandster  | score         |         |
| ---------------- | ---------- | ------------ | ------------- | --------------- | ------------- | ------- |
| gewonnen finales |            |              |               |                 |               |         |
| 1.               | 1993-09-19 | WTA Hongkong | hardcourt     | Marianne Werdel | 6-4, 3-6, 7-5 | details |
| 2.               | 1993-10-10 | WTA Taipei   | hardcourt     | Linda Wild      | 6-1, 7-6      | details |
| 3.               | 1994-11-20 | WTA Taipei   | hardcourt     | Kyōko Nagatsuka | 6-1, 6-3      | details |
| 4.               | 1995-10-08 | WTA Surabaya | hardcourt     | Yi Jingqian     | 6-1, 6-1      | details |
| 5.               | 1996-10-13 | WTA Surabaya | hardcourt     | Nana Miyagi     | 6-4, 6-0      | details |
| 6.               | 1996-10-20 | WTA Peking   | hardcourt (i) | Chen Li-Ling    | 6-3, 6-4      | details |
| verloren finales |            |              |               |                 |               |         |
| 1.               | 1995-09-30 | WTA Peking   | hardcourt     | Linda Wild      | 5-7, 2-6      | details |

### WTA-finaleplaatsen vrouwendubbelspel
| nr.              | finale     | toernooi        | ondergrond | partner           | tegenstandsters                | score         |         |
| ---------------- | ---------- | --------------- | ---------- | ----------------- | ------------------------------ | ------------- | ------- |
| gewonnen finales |            |                 |            |                   |                                |               |         |
| geen             |            |                 |            |                   |                                |               |         |
| verloren finales |            |                 |            |                   |                                |               |         |
| 1.               | 1995-09-30 | WTA Peking      | hardcourt  | Stephanie Rottier | Claudia Porwik Linda Wild      | 1-6, 0-6      | details |
| 2.               | 1996-09-22 | WTA Nichirei    | hardcourt  | Park Sung-hee     | Amanda Coetzer Mary Pierce     | 3-6, 6-7      | details |
| 3.               | 1998-01-10 | WTA Hope Island | hardcourt  | Park Sung-hee     | Jelena Lichovtseva Ai Sugiyama | 6-1, 3-6, 4-6 | details |

## Resultaten grandslamtoernooien
| Legenda | Legenda                          |
| ------- | -------------------------------- |
| g.t.    | geen toernooi gehouden           |
| l.c.    | lagere categorie                 |
| –       | niet deelgenomen                 |
| G       | uitgeschakeld in de groepsfase   |
| 1R      | uitgeschakeld in de eerste ronde |
| 2R      | uitgeschakeld in de tweede ronde |
| 3R      | uitgeschakeld in de derde ronde  |
| 4R      | uitgeschakeld in de vierde ronde |
| KF      | uitgeschakeld in de kwartfinale  |
| HF      | uitgeschakeld in de halve finale |
| F       | de finale verloren               |
| W       | het toernooi gewonnen            |
| w-v     | winst/verlies-balans             |

### Enkelspel
| Toernooi        | 1992 | 1993 | 1994 | 1995 | 1996 | 1997 | 1998 | 1999 |
| --------------- | ---- | ---- | ---- | ---- | ---- | ---- | ---- | ---- |
| Australian Open | –    | 2R   | 2R   | 1R   | 2R   | 3R   | 2R   | 1R   |
| Roland Garros   | 1R   | –    | 3R   | 3R   | 2R   | 2R   | 1R   | 1R   |
| Wimbledon       | –    | –    | –    | –    | –    | 2R   | 2R   | 1R   |
| US Open         | 1R   | 2R   | 3R   | –    | 2R   | –    | 1R   | 1R   |

### Vrouwendubbelspel
| Toernooi        | 1996 | 1997 | 1998 | 1999 | 2000 |
| --------------- | ---- | ---- | ---- | ---- | ---- |
| Australian Open | –    | 3R   | 3R   | 2R   | 1R   |
| Roland Garros   | 3R   | 1R   | 2R   | 1R   | –    |
| Wimbledon       | –    | 2R   | 2R   | 1R   | –    |
| US Open         | 2R   | –    | 2R   | 1R   | –    |